# 家族そろってノド自慢
『家族そろってノド自慢』（かぞくそろってノドじまん）は、1977年1月7日から同年6月25日まで東京12チャンネル（現・テレビ東京）で放送されていた歌謡番組である。

## 概要
3人1組の家族チーム×15組が、歌の上手さとチームワークの良さを競いあっていた視聴者参加型番組。司会はジェリー藤尾と藤尾友子（後の渡辺友子）が務めていた。

## 放送時間
いずれも日本標準時。
- 金曜 19:00 - 19:54 （1977年1月7日 - 1977年3月26日）
- 土曜 19:00 - 19:54 （1977年4月2日 - 1977年6月25日） - 平日18:45枠の『マンガのくに』が15分拡大するのを受けて放送曜日を変更。